# Endiandra baillonii
Endiandra baillonii är en lagerväxtart som beskrevs av André Guillaumin. Endiandra baillonii ingår i släktet Endiandra och familjen lagerväxter. Inga underarter finns listade i Catalogue of Life.